# Günther Küchenhoff
Günther Küchenhoff (* 21. August 1907 in Breslau; † 13. Februar 1983 in Würzburg) war ein deutscher Rechtswissenschaftler. Er gilt als Pionier des Weltraumrechts.

## Leben

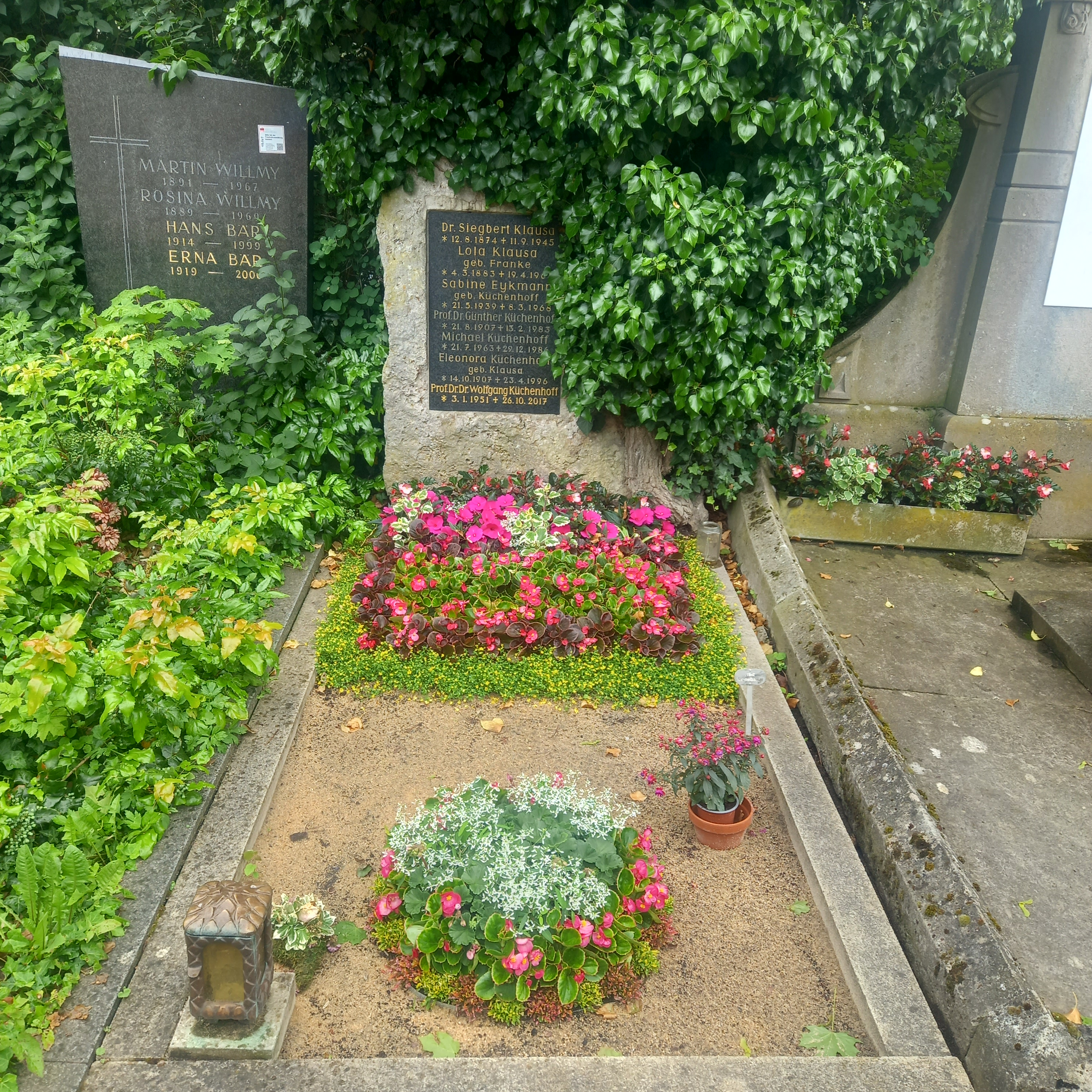
Das Grab von Günther Küchenhoff und seiner Ehefrau Eleonora geborene Klausa im Familiengrab auf dem Hauptfriedhof Würzburg

Küchenhoff besuchte ab 1913 die Volksschule, erhielt Privatunterricht und besuchte das Sankt Elisabeth-Gymnasium, an dem er 1925 das Abitur machte. Anschließend studierte er Rechtswissenschaften, Philosophie und Nationalökonomie an der Universität Breslau. Im September 1928 absolvierte er die erste juristische Staatsprüfung (später auch die zweite). Am 1. August 1929 promovierte er bei  Hans Helfritz mit summa cum laude. Ab 1934 war er Fakultätsassistent an der juristischen Fakultät der Universität Breslau.
Einem vermutlich vom Februar 1940 datierten Lebenslauf zufolge trat der sich selbst als bis dato unpolitisch geblieben bezeichnende Küchenhoff nach der nationalsozialistischen „Machtergreifung“ „sofort der NSDAP bei“, de facto zum 1. Mai 1933 (Mitgliedsnummer 1.972.371).
1934 erschien auch die Abhandlung Nationaler Gemeinschaftsstaat, Volksrecht und Volksrechtsprechung, worin er unter anderem ein hartes Durchgreifen des NS-Staates forderte: „Gegen den Rechtsbrecher, den Staatsfeind und Feind der Volksgemeinschaft, gibt es in Strafmaß und Strafvollzug nur eins: kraftvolle Strenge und erforderlichenfalls völlige Vernichtung…“. Zudem stellte er darin ganz auf ein rassistisches Rechtsverständnis ab: „Urgrund des Rechts [ist] das rassisch bedingte Rechtsgewissen des Volkes.“ Ebenfalls 1934 wurde Küchenhoff Amtsgerichtsrat sowie Landgerichtsrat. 1936 war er als Hilfsrichter am Oberlandesgericht Breslau tätig.
In der von Küchenhoff zusammen mit Erich Volkmar und Alexander Elster 1937 herausgegebenen Schrift Die Rechtsentwicklung der Jahre 1933–1935/36 (de Gruyter, Berlin u. Leipzig 1937), wobei es sich um einen Ergänzungsband zum bis dato siebenbändigen Handwörterbuch der Rechtswissenschaft (1926–1931) handelte, schrieb Küchenhoff zu den dort neu aufgeführten Rechtsbegriffen „Führer“, „Führergrundsatz“, „Führertum“ unter anderem: „Wo der Führer der Volksgemeinschaft richtet, da spricht diese selbst Recht. (…) Wo es um das Lebensrecht des Volkes selbst geht, ist der Führer verantwortlich für das Schicksal des Volkes und daher auch sein Richter“. Des Weiteren sei der Führer „seinem Gewissen und damit dem Volke und dessen Auslese in der NSDAP“ verantwortlich, wobei das jedoch nicht bedeute, „daß das Volk den Führer in irgend einer Form konkret zur Verantwortung ziehen könnte“. Die Schrift wurde in der DDR auf die Liste der auszusondernden Literatur gesetzt.
Am 19. Dezember 1939 habilitierte sich Küchenhoff. Seine öffentliche Lehrprobe hielt er zu den Themen „Gesetzgeber und Gesetzgebungsverfahren im Dritten Reich“, „Gemeindeordnung und Gemeindeorganisation nach der deutschen Gemeindeordnung vom 30.1.1935“ und „Richterliche Unabhängigkeit und beamtenrechtliche Stellung des Richters im Dritten Reich“. Im selben Jahr wurde er in Breslau zum Oberlandesgerichtsrat und Dozenten für Staats- und Völkerrecht berufen. Von November 1942 bis Februar 1943 war er am Oberlandesgericht Stettin. 1943 übernahm er eine Lehrstuhlvertretung an der Universität Greifswald.
Nach sowjetischer Kriegsgefangenschaft und Vertreibung gegen Ende des Zweiten Weltkriegs war Küchenhoff ab 1949 als Syndikus bei ärztlichen Berufsorganisationen tätig. Ab 1951 wirkte er als Rechtsanwalt in Werl. Am 1. November 1955 übernahm er als kommissarischer Vertreter einen Lehrstuhl an der Universität Würzburg, wo er am 1. Februar 1956 ordentlicher Professor wurde. 1973 machte sich eine Herzschwäche bemerkbar. Am 1. Oktober 1975 erfolgte die Emeritierung, Küchenhoff übernahm jedoch noch bis 1976 eine Lehrstuhlvertretung.
Thomas Ditt nennt in seiner rechtshistorischen Arbeit zur Rechtswissenschaft an der Universität Breslaus Küchenhoffs Wandel nach 1945 „[b]izarr“ und zitiert hierfür aus dessen Naturrecht und Liebesrecht (1962): „Gottes Sinn ist die Liebe. Und die Liebe ist der Sinn der Welt. Sollte dann nicht auch das Recht von diesem Sinn der Welt berührt sein?“.

## Pionier des Weltraumrechts
Als 1957 mit dem russischen Satelliten Sputnik 1 die Erschließung des Weltraums begann, war es Günther Küchenhoff, der das Weltraumrecht als neue juristische Disziplin ankündigte. Es ging um die Haftung für Schäden, falls ein Satellit auf die Erde stürzt oder die Frage, ob ein Satellit einer Nation über alle anderen Länder hinwegfliegen darf, oder das Problem, wo der Luftraum endet und wo der – damals noch rechtsfreie – Weltraum beginnt. Solche und andere Fragen brachte Küchenhoff als erster zur Sprache. Deshalb gilt Küchenhoff als deutscher Pionier des Weltraumrechts.

## Ehrungen
- Bayerischer Verdienstorden (1974)[9]
- Ehrenmitglied der KDStV Cheruscia Würzburg im Cartellverband der katholischen deutschen Studentenverbindungen

## Schriften (Auswahl)
- Sozialrecht (Sozialhilferecht, Sozialversicherungsrecht, Sozialversorgungsrecht). Müller-Albrechts, 3. Aufl. Düsseldorf 1980.
- Neugestaltung der Gesellschaft im Recht. Schwartz, Göttingen 1977.
- Rechtsbesinnung. Eine Rechtsphilosophie. Schwartz, Göttingen 1973.
- Naturrecht und Liebesrecht. Olms, Hildesheim 1962.
- Betriebsverfassungsgesetz. Kommentar. Aschendorff, Münster 1954; 2. Aufl. 1974.
- Staatsrecht. Allgemeiner Teil. Schroedel, Hannover 1951.
- mit Erich Küchenhoff: Allgemeine Staatslehre. Kohlhammer, Stuttgart/Berlin/Köln/Mainz 1950; 8. überarb. u. erg. Aufl. 1977.
- Naturrecht und Christentum. Düsseldorf 1948.